# Паолетти, Антонио
Антонио Паолетти (итал. Antonio Ermolao Paoletti, 8 мая 1834, Венеция — 13 декабря 1912, Венеция) — итальянский художник, который обращался преимущественно к венецианским жанровым сценам из жизни детей и женщин, известных как бамбочада, а также работал над церковными фресками в области Венеция.

## Биография
Отец художника Эрмолао Паолетти был хорошо известным в Венеции ученым и писателем. Он написал много справочников об архитектуре, памятников, художественных произведении и обычаи городов. Также издал словарь венецианского языка. Был гравером, живописцем и занимал должность профессора в Венецианской академии изящных искусств.
Антонио посещал курсы в Академии как ученик Помпео Марино Молменти и как коллега скульптора Антонио Даль Зотто и армянского художника и гравера Эдгара Шагина.
Паолетти принимал участие в различных выставках, в том числе и в Милане в 1872 году, где он выставлял картину «„Ecco come va il vino nelle messe“»; в Турине в 1884 году с картинами «„Цветы для Святой Богородицы“» и «„Fa' caro al nonno!“»; в 1884 году — «„Il pesce addenti“»; 1885 — в «Продавец рыбы».
Среди его многочисленных фресок выделяют алтарь с изображением Мадонны Розария со святыми Антонием и Матерно (1863) для приходской церкви Мелара.
Как и его отец, Антонио стал профессором в Венецианской академии изящных искусств.

## Галерея

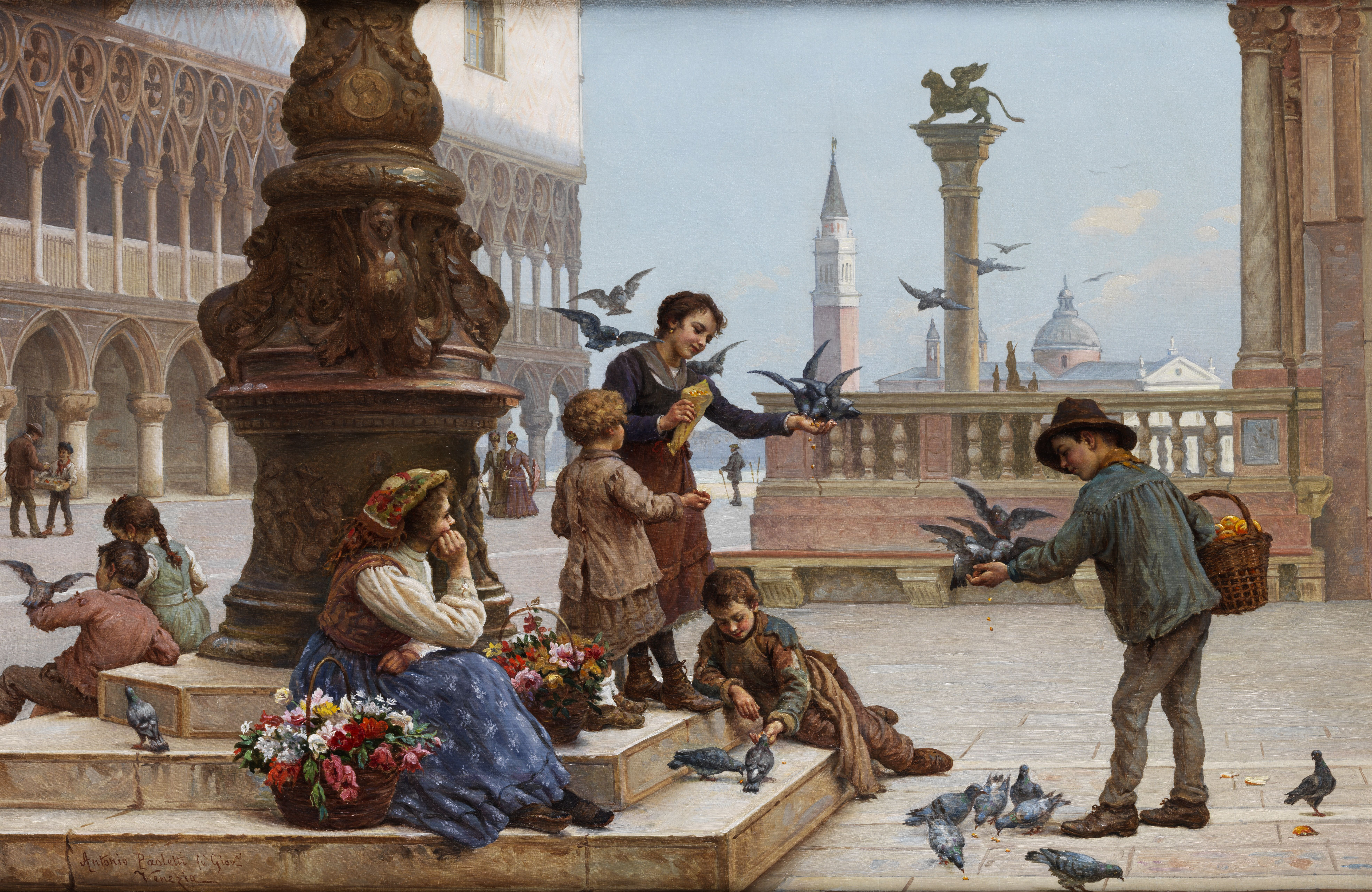
Кормление детьми голубей в Венеции
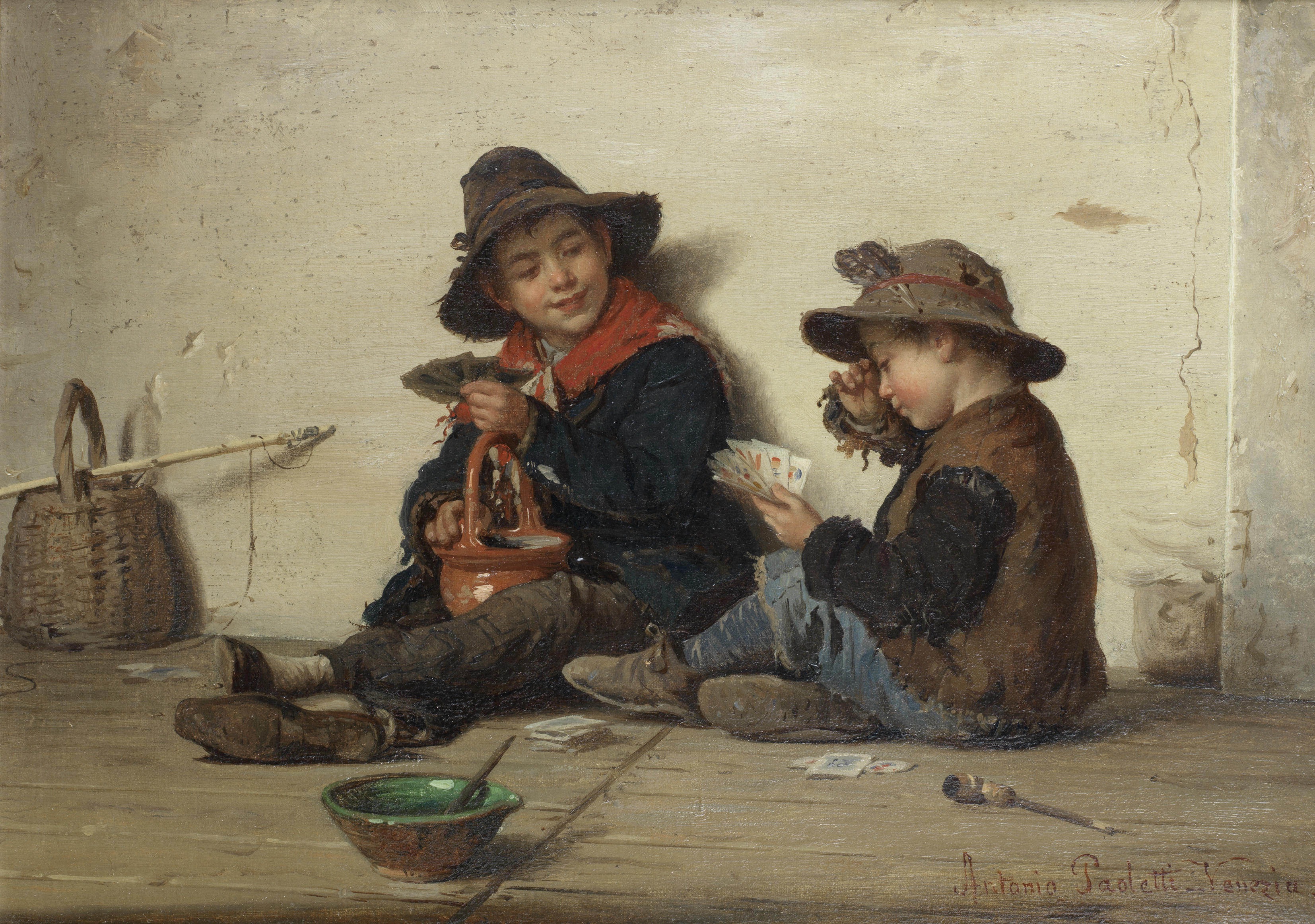
Блеф
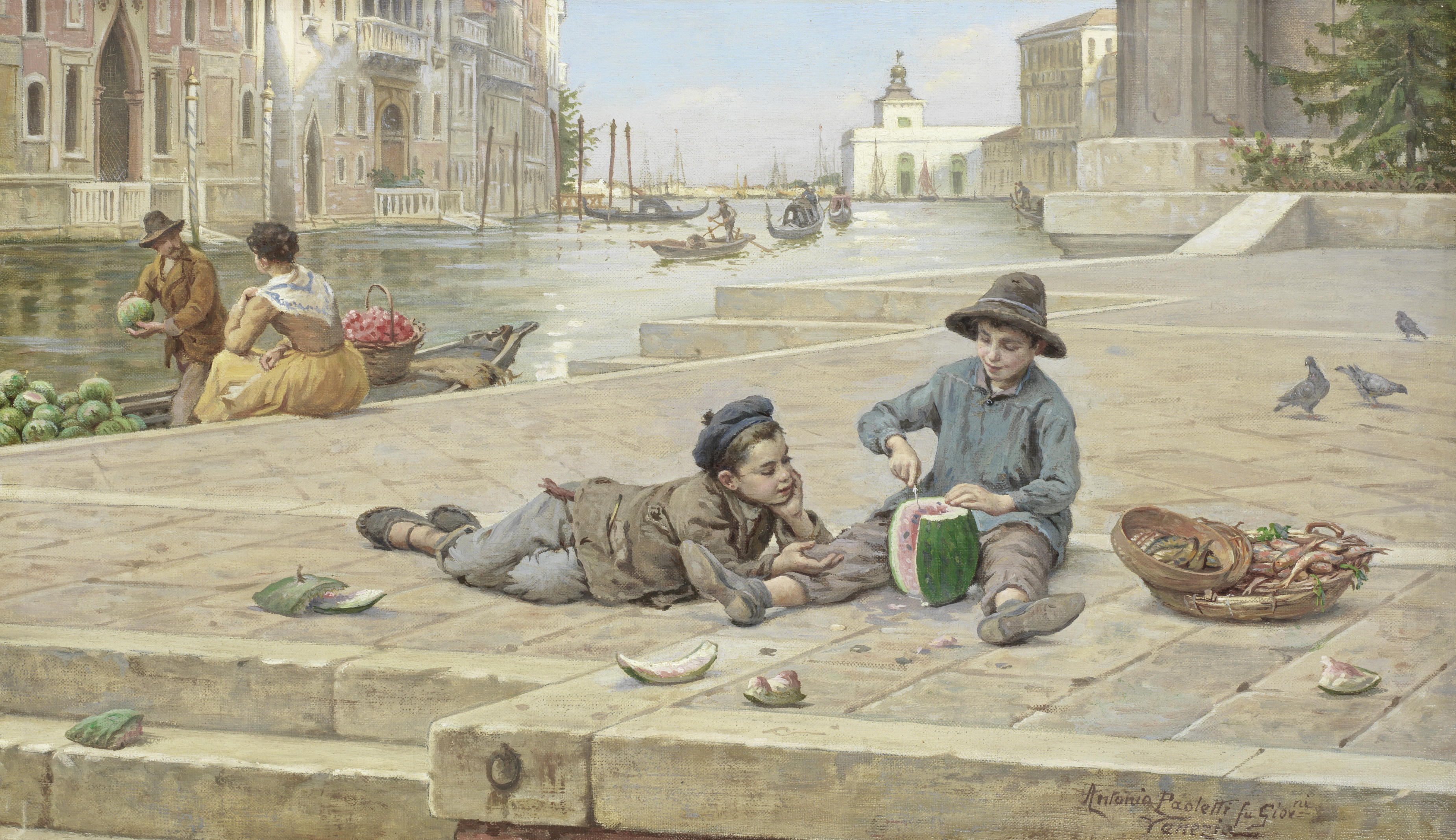
Продавцы арбузов
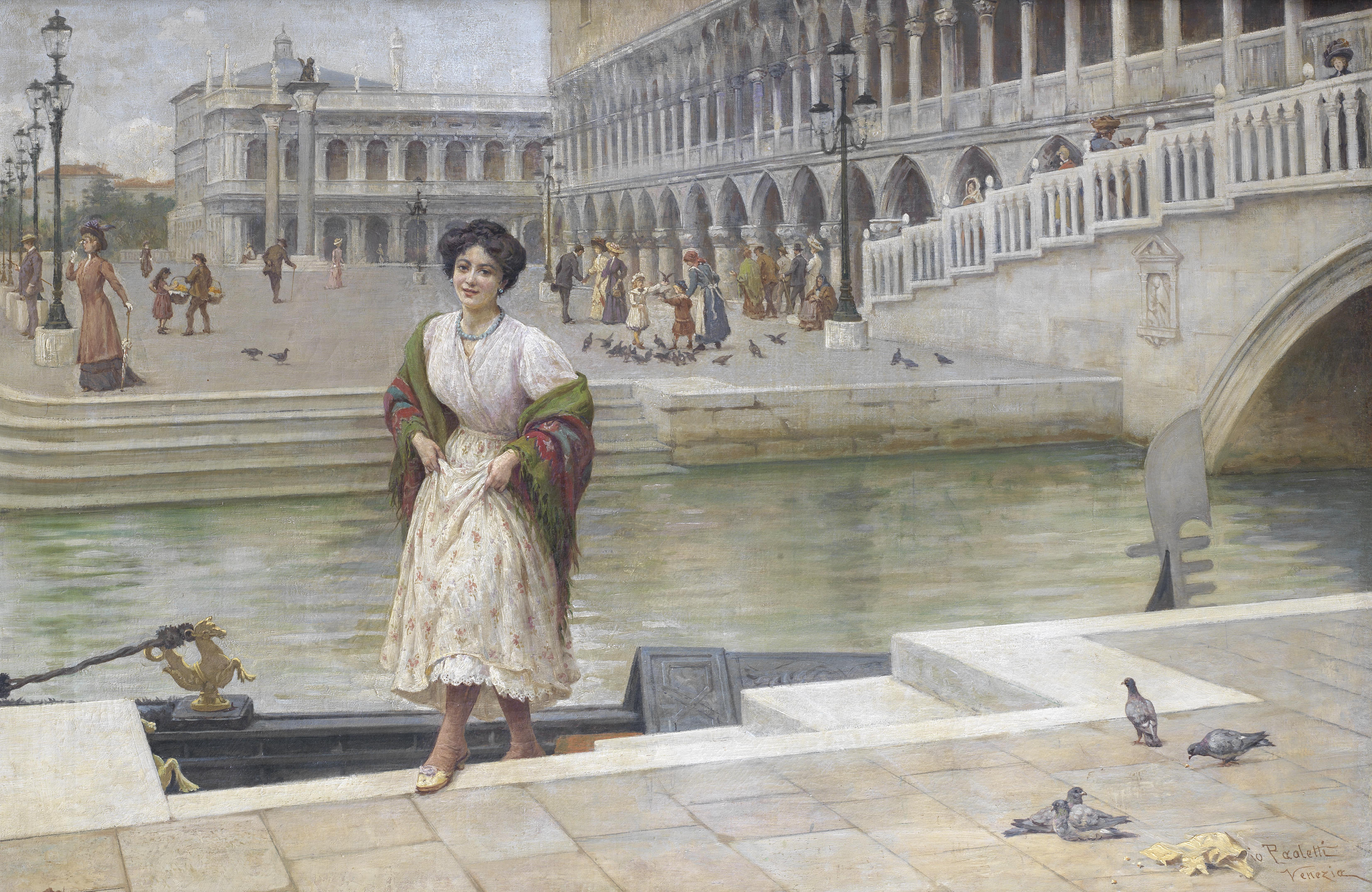
Венецианская красотка